# Estland op het Eurovisiesongfestival 2018

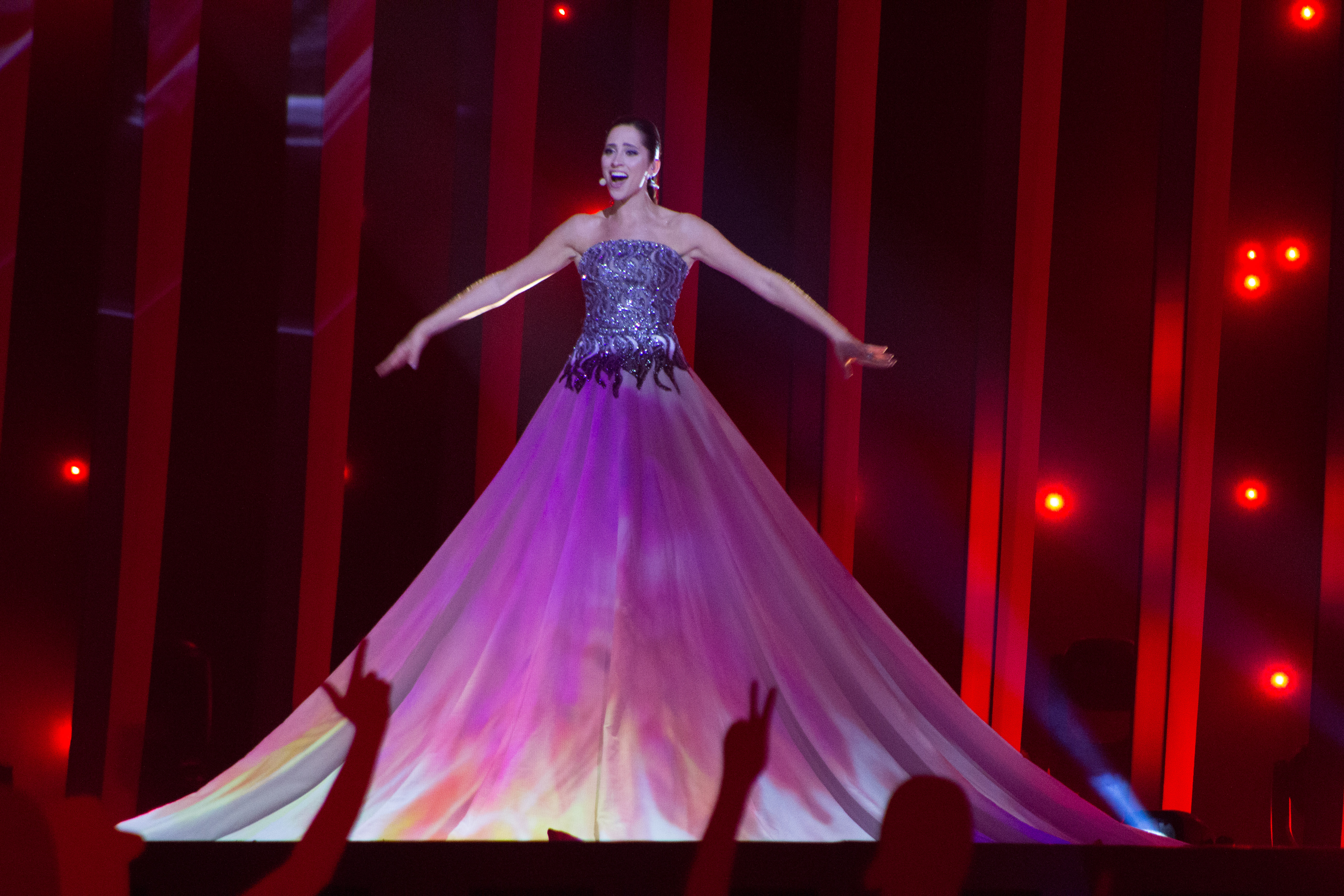
Elina tijdens de finale in Lissabon.

Estland nam deel aan het Eurovisiesongfestival 2018 in Lissabon, Portugal. Het was de 24ste deelname van het land aan het Eurovisiesongfestival. ERR was verantwoordelijk voor de Estische bijdrage voor de editie van 2018.

## Selectieprocedure
De Estische openbare omroep startte de inschrijvingen voor het jaarlijkse Eesti Laul op 19 september 2017. Geïnteresseerden kregen tot 1 november de tijd om een inzending op te sturen. Alle artiesten en componisten moesten over de Estische nationaliteit beschikken of in Estland wonen. Een interne jury koos vervolgens twintig acts die mochten aantreden in Eesti Laul 2018. De acts werden op 10 november bekendgemaakt.
Er werden twee halve finales georganiseerd op 10 en 17 februari 2018. Van de tien acts in elke halve finale gaan er telkens vijf door naar de finale. De punten worden evenwaardig verdeeld door de televoters en door de vakjury. In geval van een gelijkstand wordt de voorkeur gegeven aan de favoriet van de televoters. De eerste vier in elke halve finale kwalificeerden zich rechtstreeks voor de finale, waarna er een extra stemronde werd georganiseerd om het laatste ticket uit te delen. In de eerste halve finale ging het laatste ticket naar de vijfde, in de tweede halve finale naar de zesde uit de eerste stemronde. Tijdens de finale, op zaterdag 3 maart 2018, beslisten vakjury en televoters eerst wie de drie superfinalisten waren. Vervolgens mocht het publiek autonoom bepalen wie Estland zou vertegenwoordigen in Lissabon. De finale werd gehouden in de Saku Suurhall, dat eerder locatie was van het Eurovisiesongfestival 2002. De keuze viel uiteindelijk op Elina Netsjajeva met La forza.

## Eesti Laul 2018

### Eerste halve finale
10 februari 2018
| Plaats | Artiest           | Lied                 | Jury | Publiek | Totaal |
| ------ | ----------------- | -------------------- | ---- | ------- | ------ |
| 1      | Elina Netsjajeva  | La forza             | 12   | 12      | 24     |
| 2      | Stig Rästa        | Home                 | 8    | 10      | 18     |
| 3      | Sibyl Vane        | Thousand words       | 7    | 7       | 14     |
| 4      | Iiris & Agoh      | Drop that boogie     | 10   | 4       | 14     |
| 5      | Vajé              | Laura (walk with me) | 3    | 8       | 11     |
| 6      | Etnopatsy         | Külm                 | 4    | 6       | 10     |
| 7      | Aden Ray          | Everybody's dressed  | 5    | 5       | 10     |
| 8      | Miljardid         | Pseudoprobleem       | 6    | 2       | 8      |
| 9      | Desiree           | On my mind           | 2    | 3       | 5      |
| 10     | Tiiu, Okym & Semy | Näita oma energiat   | 1    | 1       | 2      |

### Tweede halve finale
17 februari 2018
| Plaats | Artiest                                   | Lied                 | Jury | Publiek | Totaal |
| ------ | ----------------------------------------- | -------------------- | ---- | ------- | ------ |
| 1      | Frankie Animal                            | Misty                | 12   | 7       | 19     |
| 2      | Karl Kristjan & Karl Killing feat. Wateva | Young                | 5    | 12      | 17     |
| 3      | Nika                                      | Knock knock          | 7    | 8       | 15     |
| 4      | Evestus                                   | Welcome to my world  | 8    | 5       | 13     |
| 5      | Girls in Pearls                           | Spellbound           | 10   | 2       | 12     |
| 6      | Eliis Pärna & Gerli Padar                 | Sky                  | 1    | 10      | 11     |
| 7      | Rolf Roosalu                              | Show a little love   | 6    | 4       | 10     |
| 8      | Indrek Ventmann                           | Tempel               | 3    | 6       | 9      |
| 9      | Metsakutsu                                | Koplifornia          | 2    | 3       | 5      |
| 10     | Marju Länik                               | Täna otsuseid ei tee | 4    | 1       | 5      |

### Finale
3 maart 2018
| Plaats | Artiest                                   | Lied                 | Jury | Publiek | Totaal |
| ------ | ----------------------------------------- | -------------------- | ---- | ------- | ------ |
| 1      | Elina Netsjajeva                          | La forza             | 12   | 12      | 24     |
| 2      | Vajé                                      | Laura (walk with me) | 5    | 10      | 15     |
| 3      | Stig Rästa                                | Home                 | 7    | 7       | 14     |
| 4      | Sibyl Vane                                | Thousand words       | 10   | 4       | 14     |
| 5      | Iiris & Agoh                              | Drop that boogie     | 6    | 6       | 12     |
| 6      | Karl Kristjan & Karl Killing feat. Wateva | Young                | 3    | 8       | 11     |
| 7      | Frankie Animal                            | Misty                | 8    | 2       | 10     |
| 8      | Evestus                                   | Welcome to my world  | 2    | 5       | 7      |
| 9      | Nika                                      | Knock knock          | 4    | 1       | 5      |
| 10     | Eliis Pärna & Gerli Padar                 | Sky                  | 1    | 3       | 4      |

#### Superfinale
| Plaats | Artiest          | Lied                 | Stemmen |
| ------ | ---------------- | -------------------- | ------- |
| 1      | Elina Netsjajeva | La forza             | 43.445  |
| 2      | Stig Rästa       | Home                 | 9.686   |
| 3      | Vajé             | Laura (walk with me) | 8.506   |

## In Lissabon
Estland trad aan in de eerste halve finale, op dinsdag 8 mei 2018. Elina Netsjajeva was als negende van negentien artiesten aan de beurt, net na Alekseev uit Wit-Rusland en gevolgd door Equinox uit Bulgarije. Estland eindigde uiteindelijk op de vijfde plaats, en kwalificeerde zich zodoende voor de finale. In die finale trad Estland als zesde van 26 landen aan, net na Oostenrijk en gevolgd door Noorwegen. Estland eindigde uiteindelijk als achtste.